# 隕石風化

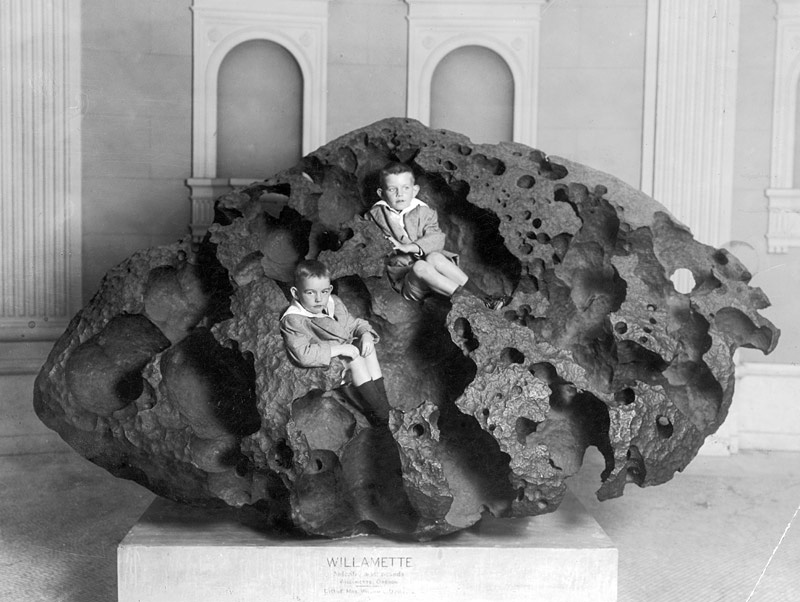
兩個小孩正坐在威拉米特隕石的腐蝕槽內。相當多的質量已經因為隕石風化而流失了。

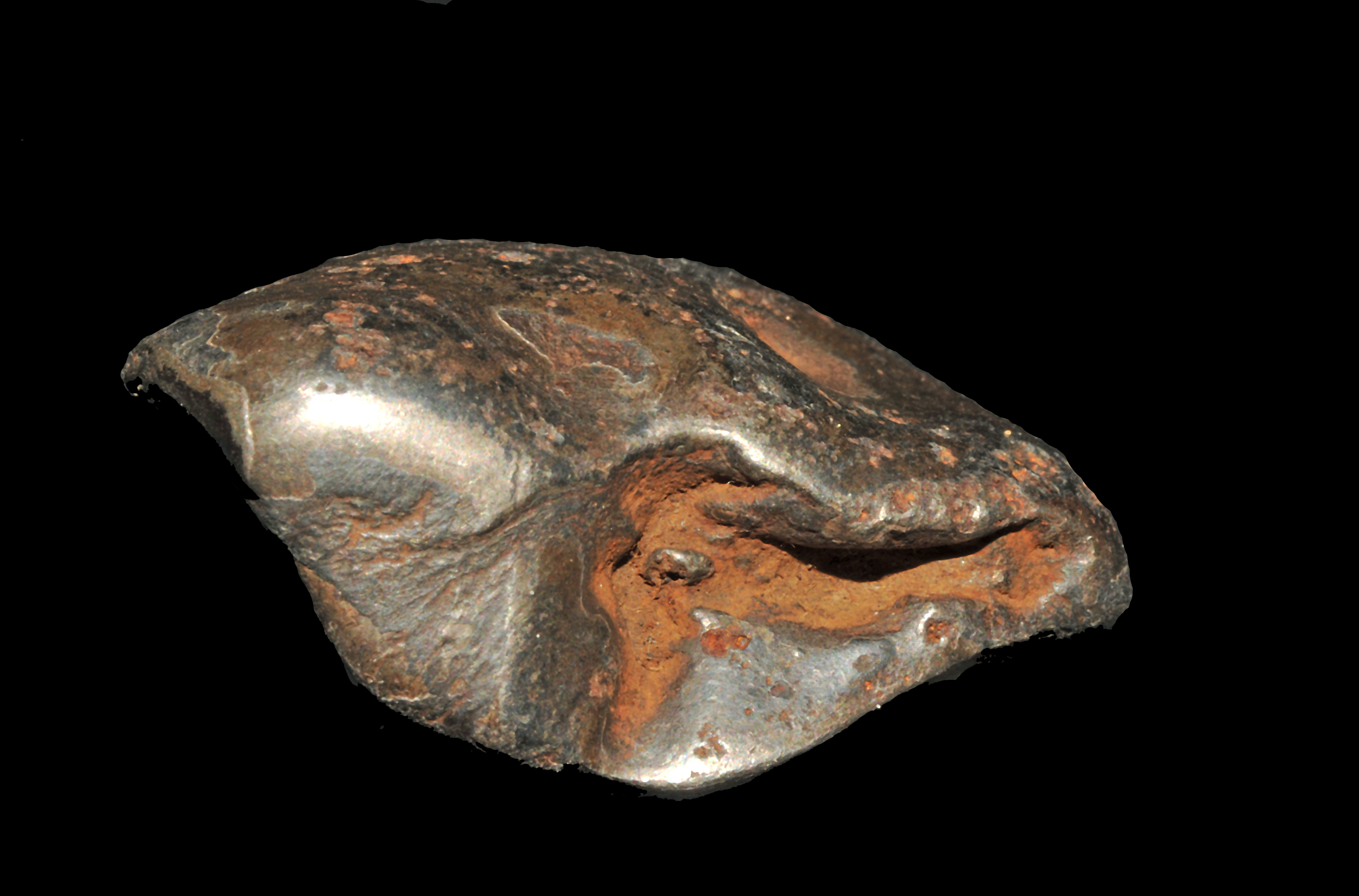
一顆老爺嶺隕石和可見的鐵鏽。

隕石風化是地球對隕石的改造。大多數的隕石都是由太陽系中最古老的材料形成，並掉落在我們的行星上的物質。不論它們的年齡，它們很容易受到地面環境的影響。在它們抵達地球後，水、氯和氧很快就會侵蝕它們。

## 風化尺度
為了量化隕石經歷的改變程度，從南極到沙漠的隕石樣本都採用了幾種定性的風化指數。
最著名的風化尺度是根據拋光薄片所受的影響制定的，它的範圍從W0（未受腐蝕）到W6（嚴重蝕變），是由朱爾A. J. T. 等人提出（1991），並經由Wlotzka增修（1993），還有Al-Kathiri等人補充提出的（2005）。
- W0：沒有可見的金屬氧化或隕硫鐵，但可能在光線透射下有明顯的褐鐵礦汙染。通常，新鮮的墜落隕石屬於這種等級，但有些會已經是W1了。
- W1：外緣有少量的金屬氧化和隕硫鐵，少量氧化的裂痕。
- W2：適度的氧化金屬（大約20-60%被取代）。
- W3：重度的氧化金屬（60-95%已被取代）。
- W4：完全氧化的金屬和隕硫鐵（>95%已被取代），但是沒有矽酸鹽的蝕變。
- W5：鎂鐵質的矽酸鹽開始蝕變，主要是沿著裂縫。
- W6：矽酸鹽被黏土礦物和氧化物大量的取代。

詹森太空中心的隕石供作小組使用A、B、C和E來區分南極隕石的風化。它們正式的定義是：
- A：輕微的腐蝕；金屬顆粒和沿著裂痕的鏽蝕污染都很小。
- B：適度的鏽蝕；在金屬顆粒上發生大的鏽暈，並且在內部裂痕上的污染是廣泛的。
- C：嚴重的鏽蝕；金屬顆粒整個鏽蝕並被大量的汙染。
- E：肉眼可以看見蒸發岩的礦物。